# Eryciniolia
Eryciniolia is een monotypisch geslacht van spinnen uit de  familie van de Tetragnathidae (Strekspinnen).

## Soort
- Eryciniolia purpurapunctata Urquhart, 1889